# The Sydney Morning Herald
The Sydney Morning Herald (SMH) là nhật báo được xuất bản và lưu hành tại Sydney bởi Tập đoàn truyền thông Fairfax. Đây cũng là ấn bản tin tức trực tuyến hàng đầu của Úc.
Được thành lập năm 1831 với tên gọi Sydney Herald, SMH là tờ báo được phát hành liên tục có tuổi đời lâu nhất của Úc. Tờ báo phát hành 6 ngày trong tuần, được bán tại khắp các sạp báo ở Sydney, các vùng ngoại ô tiểu bang New South Wales, Canberra và vùng Đông Nam tiểu bang Queensland (Brisbane, Gold Coast, và Sunshine Coast).

## Tổng quan
The Sydney Morning Herald bao gồm nhiều ấn bản phụ, chẳng hạn như tạp chí Good Weekend (phát hành trong phiên bản ra ngày thứ Bảy của The Sydney Morning Herald) hay the(sydney)magazine. Ngoài ra còn có nhiều ấn phẩm rời, một số liên kết với các trang quảng cáo trực tuyến của Fairfax Media:
- The Guide (truyền hình) ra ngày thứ Hai
- Good Living (ẩm thực) và Domain (mua bán bất động sản) ra ngày thứ Ba
- Money (tài chính cá nhân) ra ngày thứ Tư
- Drive (mô tô), Metro (giải trí) ra ngày thứ Sáu
- News Review, Spectrum (nghệ thuật và giải trí), Domain (mua bán bất động sản), Drive (mô tô) và MyCareer (tuyển dụng) ra ngày thứ Bảy

Theo khảo sát lượng độc giả của Roy Morgan, trong vòng 12 tháng đến tháng 3 năm 2011, tờ báo được đọc 766.000 lần từ thứ Hai đến thứ Sáu, và 1.014.000 lần vào các ngày thứ Bảy. Cơ quan thống kê phát hành báo chí cho biết trung bình trong tháng 12 năm 2013 khoảng 132.000 tờ được bán ra trong vòng thứ Hai đến thứ Sáu, và 228.000 tờ vào ngày thứ Bảy, giảm 16% trong 12 tháng.
Tổng biên tập hiện tại là Darren Goodsir. Các cựu tổng biên tập bao gồm William Curnow, Andrew Garran, Sean Aylmer, Frederick William Ward, Charles Brunsdon Fletcher, Colin Bingham, Max Prisk, John Alexander, Paul McGeough, Alan Revell, Alan Oakley và Peter Fray.